# Can Xarau
Can Xarau és una masia de Cerdanyola del Vallès (Vallès Occidental) inclosa a l'Inventari del Patrimoni Arquitectònic de Catalunya.

## Descripció
És una de les millors masies conservades del terme. Està situada al centre del poble, avui dia dins del traçat urbà. És una masia de planta basilical amb el cos central sobresortint per sobre dels laterals. Presenta un teulat a dos vessants i portal rodó adovellat. Les altres obertures són encerclades (algunes amb brancals i llindes de pedra) i les altres amb motius ornamentats. Ressalta el ràfec format per tres capes de teula volada. La façana principal és orientada a migdia.

## Història
L'any 1658 trobem el primer Xarau conegut, Francesc Xerau, que és massover del castell.